# Thalasseus bernsteini
El charrán chino (Thalasseus bernsteini) es una especie de ave marina de la familia de los estérnido, del género Thalasseus.

## Especie amenazada
Thalasseus bernsteini es una especie amenazada, se encuentra al borde de su extinción.